# Sammy Adjei
Sammy Adjei (Accra, 1980. szeptember 1. –) ghánai válogatott labdarúgó.

## Sikerei, díjai
- Hearts of Oak
  - Ghánai bajnok: 1997–98, 1999, 2000, 2001, 2002, 2004–05, 2009
  - Ghánai kupa: 1993–94, 1995–96, 1999, 2000
  - Ghánai szuperkupa: 1997, 1998
  - CAF-bajnokok ligája: 2000
  - CAF szuperkupa: 2001
  - CAF Konföderációs kupa: 2004